# Заболотье (городской округ Клин)
Заболотье — деревня в Городском округе Клин Московской области, в составе Воронинского сельского поселения. Население — 1 чел. (2010). До 2006 года Заболотье входило в состав Слободского сельского округа
Деревня расположена в северной части района, примерно в 16 км почти к северу от райцентра Клин, на левом берегу реки Берёзовка (левый приток Сестра), высота центра над уровнем моря 175 м. Ближайшие населённые пункты примерно в 3 км — Трехденево на северо-востоке и Соково с Рогатино — на юго-востоке.

## Население
| 2002 | 2006 | 2010 |
| ---- | ---- | ---- |
| 0    | →0   | ↗1   |